# Weezer (The Blue Album)
Weezer (znany też jako The Blue Album) – debiutancki studyjny album zespołu Weezer. Większości nagrań dokonano w składzie z Jasonem Cropperem, pierwszym gitarzystą zespołu. W połowie sesji został on usunięty z zespołu, a jego partie nagrał na nowo w ciągu jednego dnia Rivers Cuomo. Brian Bell, nowy gitarzysta zespołu, dograł jedynie chórki, jako że nie miał wystarczająco dużo czasu by nauczyć się swoich partii instrumentalnych. Do 2008 roku był to jedyny album zespołu z piosenkami napisanymi nie tylko przez Riversa Cuomo.
W 2003 album został sklasyfikowany na 297. miejscu listy 500 albumów wszech czasów magazynu Rolling Stone.

## Lista utworów

### Weezer(1994)
Wszystkie utwory napisane przez Riversa Cuomo, poza oznaczonymi inaczej.
1. „My Name Is Jonas” (Rivers Cuomo, Patrick Wilson, Jason Cropper)
2. „No One Else”
3. „The World Has Turned And left Me Here” (Rivers Cuomo, Patrick Wilson)
4. „Buddy Holly”
5. „Undone – The Sweater Song”
6. „Surf Wax America” (Rivers Cuomo, Patrick Wilson)
7. „Say it Ain’t So”
8. „In The Garage”
9. „Holiday”
10. „Only In Dreams”

### Dusty Gems and Raw Nuggets(2004)
W 2004 roku wyszła specjalna wersja albumu w serii Deluxe Edition, do której dołączono dodatkowe CD o nazwie Dusty Gems and Raw Nuggets z następującymi utworami:
Wszystkie utwory napisane przez Riversa Cuomo, poza oznaczonymi inaczej.
1. „Mykel and Carli”
2. „Susanne”
3. „My Evaline” (Melodia tradycyjna)
4. „Jamie”
5. „My Name Is Jonas (live)” (Rivers Cuomo, Patrick Wilson, Jason Cropper)
6. „Surf Wax America (live)” (Rivers Cuomo, Patrick Wilson)
7. „Jamie (acoustic live)”
8. „No One Else (acoustic live)”
9. „Undone (The Sweater Song) (demo)”
10. „Paperface”
11. „Only in Dreams (demo)”
12. „Lullaby for Wayne” (Rivers Cuomo, Patrick Wilson)
13. „I Swear It’s True”
14. „Say It Ain’t So (original album mix)”

Piosenki zostały wzięte z następujących wydawnictw:
- Piosenki 1, 3 z singla „Undone – The Sweater Song” (1994)
- Piosenka 2 ze ścieżki dźwiękowej do filmu Kevina Smitha Szczury z supermarketu (1995)
- Piosenka 4 z kompilacji DGC Rarities (1994)
- Piosenki 5, 6 z singla „Buddy Holly” (1994)
- Piosenki 7, 8 z singla „Say It Ain't So” (1995)
- Piosenki 9–11 wcześniej niepublikowane, z dema The Kitchen Tapes wydanego przez zespół (1992)
- Piosenki 12, 13 wcześniej niepublikowane, dema nagrane na żywo przez Rica Ocaska podczas przygotowań do nagrań albumu (1993)
- Piosenka 14 to oryginalna wersja jaka znalazła się na pierwszym tłoczeniu albumu, zastąpiona później przez wersję singlową w roku 1995.

## Personel
- Rivers Cuomo: Wokal, gitary, klawisze
- Matt Sharp: Bass, chórki
- Patrick Wilson: Perkusja, chórki
- Brian Bell: Chórki, gitary w piosenkach 1, 2, 5, 6, 7, 8 z Dusty Gems and Raw Nuggets
- Karl Koch: „Piano madness” na końcu „Undone – The Sweater Song”, chórki
- Ric Ocasek: Produkcja
- Chris Shaw: Inżynieria dźwięku
- Jason Cropper: Wokale i gitary w piosenkach 4, 12 i 13 z Dusty Gems and Raw Nuggets

## Single
- „Undone – The Sweater Song” (1994)
- „Buddy Holly” (1994)
- „Say It Ain’t So” (1995)